# Ki Sun-Sim
Ki Sun-Sim es un deportista surcoreano que compitió en taekwondo. Ganó una medalla de bronce en el Campeonato Mundial de Taekwondo de 1997 y una medalla de oro en el Campeonato Asiático de Taekwondo de 1996.

## Palmarés internacional
| Campeonato Mundial  | Campeonato Mundial    | Campeonato Mundial | Campeonato Mundial |
| Año                 | Lugar                 | Medalla            | Categoría          |
| ------------------- | --------------------- | ------------------ | ------------------ |
| 1997                | Hong Kong (China)     | Medalla de bronce  | –70 kg             |
| Campeonato Asiático |                       |                    |                    |
| Año                 | Lugar                 | Medalla            | Categoría          |
| 1996                | Melbourne (Australia) | Medalla de oro     | –70 kg             |